# Liste von Bergen und Erhebungen in Finnland
Diese Liste zeigt der Höhe nach geordnet die höchsten Berge Finnlands.
| Gipfel                     | Höhe    | Anmerkungen                                                 |
| -------------------------- | ------- | ----------------------------------------------------------- |
| Halti                      | 1324 m  | Höchster Gipfel des Massivs auf norwegischer Seite (1365 m) |
| Ridnitšohkka               | 1317 m  | Nebengipfel des Halti                                       |
| Kiedditsohkka              | 1270 m  | Nebengipfel des Halti                                       |
| Ruvdnoaivi                 | 1235 m  | Nebengipfel des Halti                                       |
| Kovddoskaisi               | 1194 m  |                                                             |
| Loassonibba                | 1180 m  |                                                             |
| Urtasvaara                 | 1150 m  |                                                             |
| Kahperusvaarat             | 1144 m  |                                                             |
| Aldorassa                  | 1130 m  |                                                             |
| Kieddoaivi                 | 1100 m  |                                                             |
| Tuolljehuhput              | 1081 m  |                                                             |
| Toskalharji                | 1080 m  |                                                             |
| Marfevarri                 | 1070 m  |                                                             |
| Pihtsosjunni               | 1070 m  |                                                             |
| Loassonibbasta             | 1070 m  |                                                             |
| Altovaara                  | 1060 m  |                                                             |
| Kuonjarvarri               | 1060 m  |                                                             |
| Kodderassak                | 1060 m  |                                                             |
| Kieddoaivilta              | 1060 m  |                                                             |
| Loassonibbalta             | 1060 m  |                                                             |
| Koddevarri                 | 1050 m  |                                                             |
| Tierbmesvarri              | 1040 m  |                                                             |
| Loassonibbasta             | 1040 m  |                                                             |
| Koddejavrilta              | 1030 m  |                                                             |
| Saana                      | 1029 m  |                                                             |
| Jollanoaivi                | 1029 m  |                                                             |
| Jeärdneoaivista            | 1020 m  |                                                             |
| Aldovaggenmuvra            | 1020 m  |                                                             |
| Meekonvaara                | 1017 m  |                                                             |
| Jeärdneoaivi               | 1010 m  |                                                             |
| Urtaspahta                 | 1010 m  |                                                             |
| Pitsusjärveltä             | 1000 m  |                                                             |
| Ailakkavaara               | 960 m   |                                                             |
| Ropi                       | 945 m   |                                                             |
| Virdni                     | 913 m   |                                                             |
| Pallastunturi              | 807 m   |                                                             |
| Ounastunturi               | 723 m   |                                                             |
| Yllästunturi               | 719 m   |                                                             |
| Sokosti                    | 718 m   |                                                             |
| Guivi                      | 640 m   |                                                             |
| Talkkunapää                | 636 m   |                                                             |
| Sorsatunturi               | 629 m   |                                                             |
| Ailigas                    | 623 m   |                                                             |
| Paistunturi                | 619 m   |                                                             |
| Morgam Viipus              | 601 m   |                                                             |
| Koarvikodds                | 594 m   |                                                             |
| Kiilopää                   | 546 m   |                                                             |
| Nattaset                   | 546 m   |                                                             |
| Pyhätunturi (Noitatunturi) | 540 m   |                                                             |
| Hammastunturi              | 531 m   |                                                             |
| Rukatunturi                | 493 m   |                                                             |
| Korvatunturi               | 486 m   |                                                             |
| Suorsapää                  | 471 m   |                                                             |
| Riisitunturi               | 465 m   |                                                             |
| Kuorboaivi                 | 448 m   |                                                             |
| Iso-Syöte                  | 431 m   |                                                             |
| Naulavaara                 | 355 m   |                                                             |
| Koli                       | 347 m   |                                                             |
| Tiirismaa                  | 222,6 m | im Salpausselkä I                                           |